# Michala Hartigová
Michala Hartigová, née le 14 novembre 1983 à Pardubice, est une joueuse tchèque de basket-ball, évoluant au poste de pivot.

## Club
- jusqu'en 2004 : Loko Trutnov
- 2004-2006 : Basketbalový Klub Brno
- 2006-2008 : USK Prague
- 2008-2010 : Kara Trutnov
- 2010-2011 : Sokol Hradec Kralove

## Palmarès

### Sélection nationale
- Jeux olympiques d'été
  - 5e aux Jeux olympiques de 2004 à Athènes
  - 7e aux Jeux olympiques de 2008 à Pékin
- Championnat du monde de basket-ball féminin
  - 6e au Championnat du monde 2006 au Brésil
- championnat d'Europe
  -  Médaille d'or du championnat d'Europe 2005 en Turquie
  -  Médaille d'argent du championnat d'Europe 2003 en Grèce
  - 9e du championnat d'Europe 2001 en France
  - 5e du championnat d'Europe 2007 en Italie
  - 10e du championnat d'Europe 2009 en Lettonie
  - 4e du championnat d'Europe 2011 en Pologne
- Compétitions de jeunes
  - Championne du monde des moins de 21 ans en 2003